# Paphiopedilum sanderianum
Paphiopedilum sanderianum — вид квіткових рослин родини зозулинцевих (Orchidaceae). Paphiopedilum sanderianum — абсолютно унікальна квітка, вона яскраво виділяється на тлі всієї родини зозулинцевих, яке славиться своєю красою, надзвичайним різноманіттям і варіаціями форм і забарвлень. Це орхідея з найдовшими пелюстками у світі.

## Опис
У період між цвітінням Paphiopedilum sanderianum нічим особливим не відрізняється від інших орхідей: всього кілька зелених листочків з глянцево-восковою фактурою, які тягнуться в різні боки. Але з наближенням цвітіння рослина викидає високий горизонтальний квітконіс, на якому зав'язується від 2 до 5 квіток. Їхні строкаті закручені в спіраль пелюстки досягають завдовжки 91 см, хоча найчастіше рослині доводиться задовольнятися пелюстками вдвічі меншої довжини. Самі ж квітки мають відносно малий діаметр в 7 см і яскраво забарвлені у жовті, коричневі і бордові тони.

## Ареал
Paphiopedilum sanderianum — надзвичайно рідкісний вид. У природі виростає тільки на острові Калімантан, причому виключно на півночі у штаті Саравак. Більше 90 % популяції зосереджено в національному парку Гунунг Мулу. Але навіть тут орхідея воліє ховатися від цікавих очей на прямовисних вапнякових скелях в дуже важкодоступних місцях. Можливо завдяки скритності вид вважався повністю зниклим протягом близько 70 років (з 1910-х по 1982 рік).

## Розведення в культурі
Розводять орхідею з чудо-пелюстками і в культурі, проте сильна прихильність до умов навколишнього середовища роблять її розведення долею ботанічних садів або бувалих колекціонерів зі спеціально обладнаними теплицями. Ще один аргумент проти — дуже повільне зростання, перше цвітіння відбувається у віці 8-10 років.
Умови необхідні для вирощування в домашніх умовах:
- Денна температура: 24-32 °C. Нічна: 18-24 °C. Обов'язковий перепад в мінімум 5 °C.
- Тривалість дня / штучного освітлення: 12:00.
- Інтенсивність світла: 18000-25000 люкс.
- Вологість повітря: 50-80 %.
- Регулярні підгодівлі: добриво на основі кальцію та/або вапняку.

У цієї орхідеї з найдовшими пелюстками немає української назви, а більша частина латинських синонімів пов'язана з ім'ям Фредеріка Сандера, прославленого англійського натураліста і колекціонера, який був піонером, а потім і королем орхідеєводства на стику 19-20 століть.